# 公同書簡
公同書簡（こうどうしょかん、英: Catholic Epistles, General Epistles）とは、公会書簡とも訳され、新約聖書中の
- ヤコブの手紙
- ペトロの手紙一
- ペトロの手紙二
- ヨハネの手紙一
- ヨハネの手紙二
- ヨハネの手紙三
- ユダの手紙

の7書を指していう。新約聖書に収められた書簡のうちパウロ書簡と伝統的にパウロに帰せられた『ヘブライ人への手紙』を除いたものである。これらは、初代教会の実情を知る上での重要な資料を提供している。
公同書簡という概念は新約文書の正典化が進んだ古代末期に成立した。文書自体は伝承では1世紀末までに成立したとされるが、現代の高等批評の研究では2世紀半ばから末に成立したものも含むと考えられている。個々の文書についてはそれぞれの項目を参照。

## 概要
公同書簡という名は「普遍的」という意味を持ち、これらの書簡の宛先がキリスト教徒一般であるとみなされたことから来るものである。これらの文書は、一般に、個別の教会への書簡ではなく、あて先を明示されないか、あるいはある地域内の教会全体に宛てられた書簡の形態をとっている。ただし、厳密には『ヨハネの手紙二』、及び『ヨハネの手紙三』はそれぞれ、「選ばれた婦人とその子どもたちへ」（1：1）、「愛するガイオへ」（1節）と、宛先が記されているため、「公同」と呼べるかどうかについては疑問が残る。『ムラトリ断片』には、これらの書簡群を「公同の教会（キリスト教徒一般）のために」書かれたとする記述がある。